# Баршт, Абрек Аркадьевич
Абрек Аркадьевич Баршт (2 декабря 1919, Старая Збурьевка, Таврическая губерния — 21 марта 2006, Санкт-Петербург) — участник Великой Отечественной войны, командир эскадрильи 118-го отдельного разведывательно-корректировочного авиационного полка (2-я воздушная армия, 1-й Украинский фронт),
Герой Советского Союза, полковник.

## Биография
Родился в семье служащего. Еврей. Окончил среднюю школу во Владивостоке. В РККА с 1938 года. Окончил Батайскую военную авиационную школу в 1940 году.
В действующей армии с апреля 1942 года и с того же года член ВКП(б). К апрелю 1945 года совершил 365 боевых вылетов на разведку и корректировку артиллерийского огня. Его экипаж сбил 4 самолёта противника. Звание Героя Советского Союза присвоено 10 апреля 1945 года.
После войны продолжал службу в ВВС. В 1949 году окончил Военно-воздушную академию. Командовал истребительным авиаполком МиГ-17 в составе Морской авиации Тихоокеанского флота. С 1965 года полковник А. А. Баршт — в запасе.
Жил в Ленинграде. Работал начальником гражданской обороны крупного ленинградского завода[уточнить], начальником учебно-летной базы Российского государственного гидрометеорологического университета, возглавлял планерный клуб. Являлся вице-президентом Северо-Западного регионального управления Федерации любителей авиации России, руководителем Северо-Западного отделения всероссийского фонда «Победа-1945».
Похоронен на Никольском кладбище Алекандро-Невской лавры в Санкт-Петербурге.
Сын — Владимир Баршт (род. 1946) гражданский лётчик, пилот первого класса. Летал на самолётах АН-2, вертолёте МИ-4, самолёте ИЛ-18, ТУ-154, ИЛ-86. Общий налёт более 20 тысяч часов. После окончания лётной деятельности работал генеральным представителем авиакомпании Россия в Болгарии.
Сын — К. А. Баршт (род. 1950), литературовед, специалист по творчеству Ф. М. Достоевского и А. П. Платонова.

Могила Баршта на Никольском кладбище Александро-Невской лавры в Санкт-Петербурге.

## Награды
Указом Президиума Верховного Совета СССР от 10 апреля 1945 года за успешное выполнение ответственных боевых заданий, проявленные при этом личное мужество и героизм, майору Баршту Абреку Аркадьевичу присвоено звание Героя Советского Союза с вручением ордена Ленина и медали «Золотая Звезда» (№ 5997).
- Медаль «Золотая Звезда» (10.04.1945)
- орден Ленина (10.04.1945)
- два ордена Красного Знамени (13.09.1943, 29.04.1957)
- орден Отечественной войны 1-й степени (06.04.1985)
- орден Отечественной войны 2-й степени (15.08.1944)
- два ордена Красной Звезды (23.07.1942, 30.04.1954)
- медали, в том числе:
  - «За боевые заслуги» (15.11.1950)
  - «За победу над Германией в Великой Отечественной войне 1941—1945 гг.» (20.07.1945)
  - «Ветеран Вооружённых Сил СССР» (1976)
  - «За безупречную службу» 1-й степени (1960)

## Мемуары
«Воспоминания лётчика» (издательство «Росток», 2021 год) — воспоминания и дневниковые записи летчика-аса, охватывающие полвека — от 1920-х до 1970-х годов.

## Память
- Его имя носил пионерский отряд школы № 1 Владивостока.